# Waldemar Matuška

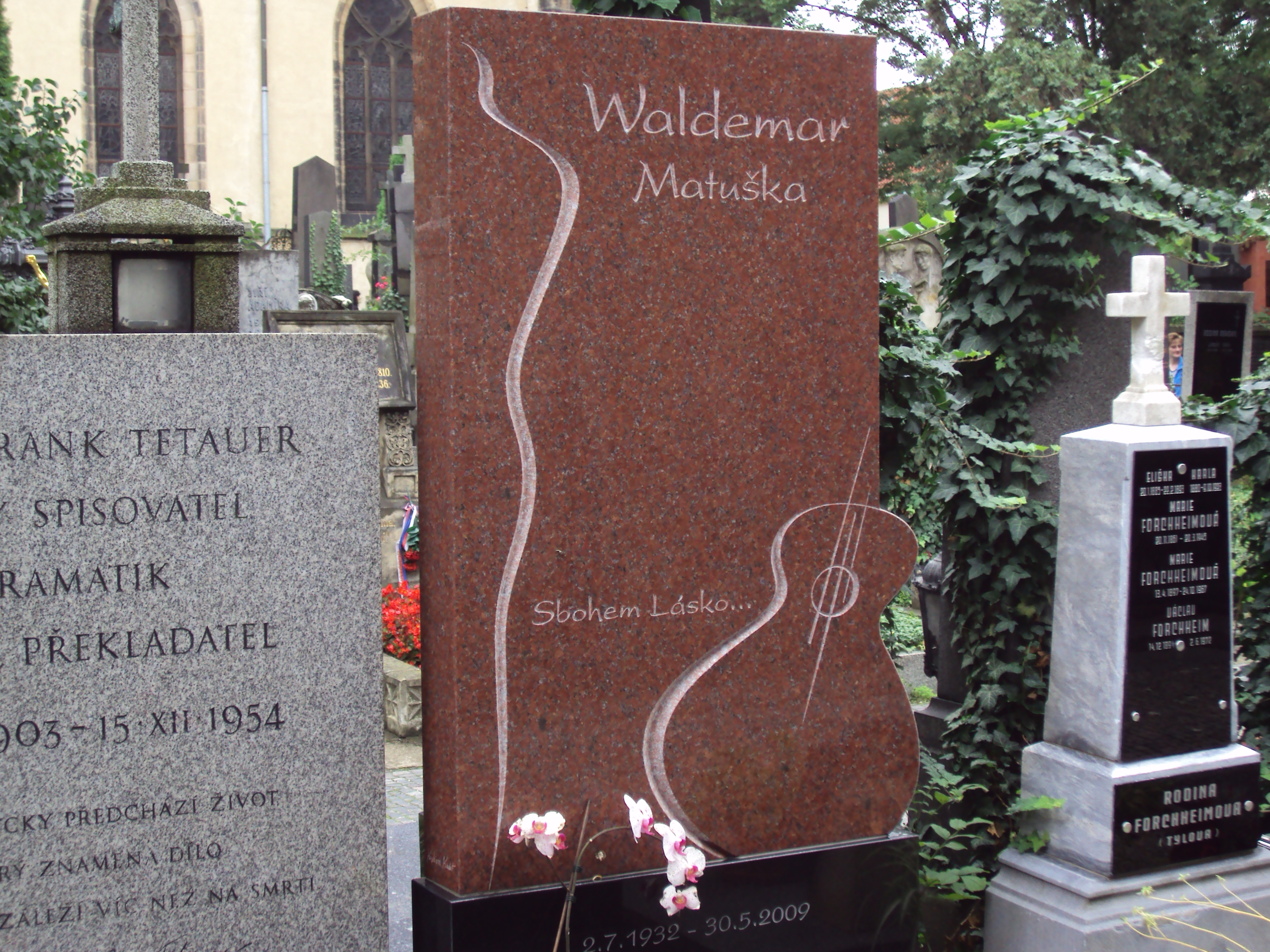
Graf van Waldemar Matuška

Waldemar Matuška (Košice, 2 juli 1932 - Miami, 30 mei 2009) was een Tsjechoslowaaks populair schlagerzanger.
Geboren in Slowakije, groeide Waldemar Matuška op in Praag en werd glasblazer in Karlsbad. Ondertussen bespeelde hij diverse instrumenten en was hij actief bij verschillende muziekgroepen. In 1960 nam hij zijn eerste plaatje op: Suvenýr. Later werd hij acteur bij het Semafor-theater. Hij trad daar op met Karel Štědrý, Jiří Suchý en, vanaf 1961, met Eva Pilarová. Hij won tweemaal de belangrijke "Zlatý Slavík"-prijs (in 1962 en 1967). Wegens zijn populariteit trad hij ook op in speelfilms en schreef hij liedjes voor films. Waldemar en Eva Pilarová verlieten Semafor en gingen bij het Rokokotheater spelen. Pilarová keerde echter spoedig terug naar het Semafor-theater en Matuška zong nu met Helena Vondráčková, Marta Kubišová en Jitka Zelenková. Daarnaast nam hij deel aan projecten, met onder meer Hana Hegerová en Karel Gott.
Hij huwde in 1976 met de zangeres Olga Blechová. Matuška stond nu aan de top van zijn populariteit en trad ook op in het buitenland. In 1986 emigreerde het paar naar Florida. Daarop werden zijn liedjes in Tsjecho-Slowakije geweerd, zijn platen werden vernietigd, het openingslied van de populaire tv-reeks "Chalupáři" werd verwijderd en de titel van de reeks veranderd. Na de Fluwelen Revolutie in Tsjechoslowakije kwamen zijn liedjes terug op de televisie en ging hij ook opnieuw optreden in Tsjechië.